# Phoebastria
Phoebastria — рід великих морських птахів родини альбатросових (Diomedeidae). Поширений в тропічних районах Тихого океану. Містить чотири види: два види (гавайський і чорноногий альбатроси) гніздяться на півнійно-східних островах Гавайського архіпелагу, один на субтропічних островах Японії (альбатрос жовтоголовий) і один на екваторіальних островах (альбатрос галапагоський).

## Види
- Альбатрос гавайський (P. immutabilis)
- Альбатрос чорноногий (P. nigripes)
- Альбатрос галапагоський (P. irrorata)
- Альбатрос жовтоголовий (P. albatrus)

Викопні види
- †Phoebastria californica
- †Phoebastria anglica
- †Phoebastria rexsularum
- †Phoebastria cf. albatrus
- †Phoebastria cf. immutabilis
- †Phoebastria cf. nigripes